# Yorima antillana
Yorima antillana is een spinnensoort uit de familie van de waterspinnen (Cybaeidae).
De wetenschappelijke naam van de soort werd in 1940 als Chorizomma antillanum gepubliceerd door Elizabeth Bangs Bryant.